# Atheologie
Der Ausdruck Atheologie bezeichnet atheistische oder religionskritische Positionen, welche die Geltungsansprüche von Religionen und Theologie insgesamt zurückweisen, so etwa in einem Buchtitel von Michel Onfray. Abweichende Verwendungen beziehen sich nur auf eine Einklammerung des Geltungsanspruchs von Theologie oder sonstige schwächere Thesen, so etwa bei Walter Benjamin, Jacques Derrida und anderen Autoren der jüngeren französischen Philosophie oder in diesbezüglicher Sekundärliteratur.

## Zur Etymologie und Begriffsgeschichte
Das im Wort A-theologie als Präfix der Negation vorangehende Alpha privativum „a-“ bezeichnet semantisch den Widerspruch zur Theologie: A-theologie ist der Antagonist, der Gegenbegriff zu Theologie.
Der griechisch-lateinische Ursprungsbegriff taucht bereits im Werk von Esdras Edzardus Collegii theologici in alma Universitate Rostochiensi Decanus, Doctores & Professores ad solennem panegyrin inauguralis disputationis Judaeorum et Socinianorum atheologiae oppositae, clarissimi (1656) auf. Auch Christoph Sonntag benutzt den Begriff in seiner Schrift O kartēsios antigraphos, tutesi ta tu kartēriu lēmmata pente atheologa kai aphilosopha (1712).
Der französische Philosoph und Soziologe Georges Bataille betitelte seine 1943 bis 1945 erschienene religionskritische Trilogie mit Somme athéologique in ironischer Anspielung auf Thomas von Aquins theologische Schrift Summa theologica. Breite öffentliche Bekanntheit erlangte der Begriff aber erst mit Michel Onfrays Buch Traité d’athéologie, das 2005 mit 200.000 verkauften Exemplaren in Frankreich zu einem Bestseller und auch in mehreren Übersetzungen ein Erfolg wurde.

## Begriffserklärung
Grundlage der Theologie ist der Glaube an die reale Existenz Gottes oder anderer Geisteswesen, der Glaube an eine Welt außerhalb der sichtbaren Welt, der Glaube an ein Jenseits. Dabei beruft sich der theologische Glaube auf göttliche Offenbarung und dogmatische Lehrsätze, an denen nicht zu zweifeln sei.
Die Atheologie als radikal-religionskritische Gegenspielerin der Theologie stützt sich hingegen vorwiegend auf rational-wissenschaftliche und / oder empirisch überprüfbare Erkenntnisse. Sie sieht Berufung auf göttliche Offenbarung und Formulierung dogmatischer Lehrsätze als „selbstfabrizierte Erkenntnissicherheiten“ an, als Strategien der Selbstimmunisierung gegen Kritik und weist deren Wahrheitsanspruch zurück, weil er mit der wissenschaftlichen Methodologie kritischer Prüfung unvereinbar sei:
„Alle Sicherheiten in der Erkenntnis sind selbstfabriziert und damit für die Erfassung der Wirklichkeit wertlos“. (Sollte dieser Satz Anspruch auf Wahrheit/Sicherheit haben, ist er selbstwidersprüchlich.)
Aus atheologischer Sicht sind Götter, gute oder böse Geister, Gott und Teufel nichts anderes als Konstruktionen der menschlichen Phantasie ohne reale Existenz: fiktionale Figuren, literarische Gestalten.

## Historischer Überblick atheologischer Denkansätze seit der Aufklärung
Als Gegenposition zur Theologie steht die Atheologie in der Tradition der Aufklärung und in der Nachfolge radikaler Religionskritiker, wie zum Beispiel Ludwig Feuerbach, Max Stirner, Friedrich Nietzsche und Sigmund Freud.
So wird in der Atheologie mit Ludwig Feuerbach der alttestamentliche Satz:
„So schuf Gott den Menschen nach seinem Bilde.“ (Genesis 1,27; vgl. Gottebenbildlichkeit)
umgekehrt zu:
„Der Mensch schuf Gott nach seinem Bilde.“
Gott wird als personifizierter Begriff, Hypostasierung, als anthropomorphe Projektion illusionärer Wunscherfüllung verstanden, beispielsweise in der Wunschvorstellung der Versöhnung mit dem Tod, hinsichtlich eines umfassenden menschlichen Schutzbedürfnisses, aber auch als Garant und Urquell der Moral.
So hebt zunächst Feuerbach Gott als Subjekt auf, lässt die theologischen Prädikate jedoch bestehen und weist sie der Gattung Mensch zu. Das Wesen des Menschen wird von ihm als göttlich bestimmt:
„Indem ich die Theologie zur Anthropologie erniedrige, erhebe ich vielmehr die Anthropologie zur Theologie, gleichwie das Christentum, indem es Gott zum Menschen erniedrigte, den Menschen zu Gott machte“.
Bei Feuerbach bewahrt atheistische Ethik das Element der christlichen Nächstenliebe:
„Homo homini Deus.“
– der Mensch ist der Gott des Menschen.
Der oberste moralische Grundsatz lautet folglich:
„Die Liebe des Menschen zum Menschen.“
Mit dem Tode der Gottesidee, dem Tode des „Jenseits außer Uns“, ist nun aber gleichzeitig auch Gott als Garant der Moral, des „Jenseits in Uns“, gestorben. Dies erkennt Max Stirner und begegnet in seinem Buch Der Einzige und sein Eigentum (1845) Feuerbachs Kritik der Religion und der christlichen Morallehre mit dem spöttischen Vorwurf:
„Unsere Atheisten sind fromme Leute!“
Stirners radikalere Kritik kulminiert im ethischen Nihilismus, der grundsätzlichen Negation der Moral, im individuellen Anarchismus, im ethischen Egoismus:
„Ich hab’ Mein Sach’ auf Nichts gestellt.“
„Mir geht nichts über Mich!“
„Fort denn mit jeder Sache, die nicht ganz und gar Meine Sache ist!“
Nach Stirners Ansicht meinte Feuerbach zu Unrecht, mit dem Tode Gottes und der Vergöttlichung des Wesens des Menschen das Projekt der Aufklärung bereits zu Ende gebracht zu haben. Feuerbach sei auf halbem Wege stehen geblieben, denn:
„Den Guten sind sie los, das Gute ist geblieben.“
Es fehle der zweite Schritt: erst mit der „Befreiung von Moral“ sei das emanzipatorische Projekt der Aufklärung nach Immanuel Kant ganz vollendet, nämlich mit der Selbstbefreiung des Einzelnen von allen Fesseln. Kant hatte geschrieben:
„Aufklärung ist der Ausgang des Menschen aus seiner selbstverschuldeten Unmündigkeit. Unmündigkeit ist das Unvermögen, sich seines Verstandes ohne Leitung eines anderen zu bedienen. Selbstverschuldet ist diese Unmündigkeit, wenn die Ursache derselben nicht am Mangel des Verstandes, sondern der Entschließung und des Mutes liegt, sich seiner ohne Leitung eines anderen zu bedienen. Sapere aude! Habe Mut, dich deines eigenen Verstandes zu bedienen!“
Später modifiziert Friedrich Nietzsche Stirners Position, und Nietzsches Werk erzielte ab etwa 1900 mit den aphoristischen Formeln, wie etwa „Entwertung der obersten Werte“, „Umwertung aller Werte“, eine große Breitenwirkung. Alle Werte werden – ohne Rückgriff auf Metaphysik – als bloße Setzungen des Menschen verstanden:
„Und gar die Moral kritisieren, die Moral als Problem, als problematisch nehmen: wie? war das nicht – ist das nicht-unmoralisch? – Die Moral hat sich eben von jeher, so lange auf Erden geredet und überredet worden ist, als die grösste Meisterin der Verführung bewiesen – und, was uns Philosophen angeht, als die eigentliche Circe der Philosophen … Wir Immoralisten, wir Gottlosen von heute … In uns vollzieht sich, gesetzt, dass ihr eine Formel wollt, – die Selbstaufhebung der Moral.“

## Aufgabenfelder der Atheologie im 21. Jahrhundert
Karl Marx schrieb 1844:
„Für Deutschland ist die Kritik der Religion im wesentlichen beendigt.“
Friedrich Nietzsche rief 1882 aus:
„Gott ist tot!“
Abendländische Philosophen befassten sich seit dem Zeitalter der Aufklärung in erster Linie mit Bibel- und Christentumskritik. Infolge der muslimischen Zuwanderung nach Europa – in größerem Umfang beginnend in den 1950er Jahren – gerät Korankritik unter Anwendung der historisch-kritischen Methode zunehmend ins Erkenntnisinteresse westlicher Theologen und Islamwissenschaftler.
Die Atheologie, welche im Anschluss an die Aufklärung Religionen nicht als Phänomene überirdischer Herkunft, sondern als Produkte der menschlichen Einbildungskraft, als mythenbildende Erzählungen (narrative Exegese) betrachtet, sieht sich vor neue Herausforderungen gestellt. Nach Michel Onfray fallen ihr insbesondere fünf religionskritische Hauptaufgaben zu:

### Rekonstruktion der Philosophiegeschichte des Atheismus
Die aufklärerische Religionskritik hat sich bisher vorwiegend mit Christentum und Judentum befasst. Aufklärerische Kritik am Islam wurde erst in jüngster Zeit aktuell. Aber nicht nur die drei monotheistischen Weltreligionen sind Gegenstand der Kritik, sondern die Religion generell, einschließlich der sogenannten politischen Religionen der jüngeren Geschichte. Michel Onfray, der 2005 in seinem Traité d’athéologie hauptsächlich die großen Weltreligionen angriff, lässt deshalb diesem Buch, das überraschend in mehreren Ländern ein Bestseller wurde, eine 6-bändige Contre-histoire de la philosophie folgen, eine „Gegengeschichte der Philosophie“, in der er den bisher vernachlässigten Strang atheistischen und hedonistischen philosophischen Denkens von der Antike bis in unsere Zeit darstellt.

### Dekonstruktion von Theologie und Metaphysik
Die zweite Aufgabe nach Michel Onfray ist die Dekonstruktion von Theologie und Metaphysik, insbesondere die Dekonstruktion der Monotheismen Judentum, Christentum, Islam und Bahaitum. Die Atheologie versucht zunächst durch Sprachkritik eine eigene Terminologie zu entwickeln, um sich aus dem Befangensein in der theologischen Begrifflichkeit zu lösen. In diesem Zusammenhang besteht eine Verbindung zu Jacques Derridas Dekonstruktionsprogramm, zum bultmannschen Entmythologisierungsprogramm und zur Gott-ist-tot-Theologie.

### Enttheokratisierung von Religionen
Mit Enttheokratisierung ist die Untersuchung fundamentalistischer, theokratischer Instrumentalisierung von Religionen zu politischen Zwecken gemeint. Der deutsche Ägyptologe Jan Assmann beschreibt den Zusammenhang zwischen „Sprache der Gewalt“ in „heiligen Texten“ wie Bibel oder Koran und der Gewaltbereitschaft theokratischer Fundamentalisten im Rahmen einer Wiener Vorlesung, gehalten 2004, wie folgt:
„Das semantische Dynamit, das in den heiligen Texten der monotheistischen Religionen steckt, zündet in den Händen nicht der Gläubigen, sondern der Fundamentalisten, denen es um politische Macht geht und die sich der religiösen Gewaltmotive bedienen, um die Massen hinter sich zu bringen … Daher kommt es darauf an, diese Motive zu historisieren, indem man sie auf ihre Ursprungssituation zurückführt. Es gilt, ihre Genese aufzudecken, um sie in ihrer Geltung einzuschränken.“

### „Selbstimmunisierung gegen Kritik“ in Religionen und Heilslehren
Der philosophische Begriff Selbstimmunisierung gegen Kritik hat seinen Ursprung in der Religionskritik des kritischen Rationalisten Hans Albert. Gemeint ist damit das Phänomen, dass insbesondere weltanschauliche Systeme und Religionen versuchen, ideologische Schutzbarrieren zu errichten, um sich gegen rationale Einwände und damit Veränderbarkeit abzuschotten. Sie schaffen sich ihr „sicheres Fundament“, „ihre Gewissheit“ selbst, indem sie dogmatisieren, also Rekurs auf ein Dogma nehmen. Sie stellen letzte Grundsätze auf, an denen nicht gezweifelt werden darf und an denen keine Kritik geduldet wird.
Gegen solches Begründungsdenken, das den Rückgang auf „sichere und unanzweifelbare Gründe“ fordert, und somit in Dogmatismus erstarrt, steht Hans Alberts Plädoyer für kritische Vernunft, für die abendländische Tradition der kritischen Diskussion, für das Verfahren der kritischen Prüfung:
„Die von Popper befürwortete Ablehnung konventionalistischer Strategien zum Schutz von Theorien kann daher zu einer allgemeinen Zurückweisung von Immunisierungsverfahren für Problemlösungen aller Art erweitert werden, denn Dogmatisierung ist nicht nur ein Phänomen der Erkenntnissphäre, sondern eine Möglichkeit menschlicher Praxis überhaupt, und sie ist angesichts der prinzipiellen Fehlbarkeit der Vernunft nirgends vertretbar.“
Aus Sicht von Albert ist insofern das Aufdeckenkönnen von Kritikimmunisierungstendenzen in ideologischen Systemen, also der Vorwurf der Selbstimmunisierung (Dogmatismusvorwurf), ein Instrument aufklärerischer Kritik.

### Dekonstruktion metaphysisch begründeter Morallehren und Grundlegung atheistischer Ethiken
Atheistische Ethiken sind Ethiken ohne Metaphysik. Das moralphilosophiegeschichtliche Spektrum ist breit und reicht von Nihilismus, Skeptizismus, Relativismus, Vertragsethik, Interessenethik, Nonkognitivismus, Utilitarismus, Hedonismus bis zu einem Verständnis von Ethik als Antwort auf die Frage: „Wie gestalte ich mein Leben sinnvoll?“ Ethik kann so am ehesten als Lebenskunst beschrieben werden.
Der Religions- und Moralkritiker Michael Schmidt-Salomon, der für die atheistische Giordano-Bruno-Stiftung ein Manifest des Evolutionären Humanismus verfasst hat, schreibt dazu programmatisch:
„Ethische Werte sind uns nicht vorgegeben – weder von ‚Gott‘ noch von ‚der Natur‘.“
Ethik ohne Gott bedeutet in diesem humanistischen Manifest Fairness-Ethik: die unter Menschen unweigerlich auftretenden Interessenkonflikte sind so zu lösen, dass alle Betroffenen diese Lösung als möglichst fair erachten. In einer reform-offenen Gesellschaft seien die ethischen Spielregeln des Miteinanders, der Fairness, immer wieder neu auszuhandeln.
Für die Konstruktion metaphysikfreier Ethiken ist auch eine andere konsequentialistische Richtung der Moralphilosophie von großer Bedeutung, die im deutschsprachigen Raum aufgrund der dominierenden pflichtethischen Tradition Kant’scher Prägung lange Zeit kaum Beachtung fand: Ethik als Philosophie der Lebenskunst.
Antikes Vorbild einer solchen teleologischen Ethik ohne Metaphysik ist Aristoteles’ Nikomachische Ethik mit ihrem Prinzip der Eudaimonie, welches die Kunst bezeichnet, ein glückliches Leben zu gestalten. Es ist der moralphilosophische Strang, welcher von Aristoteles, Epikur, Seneca, Michel de Montaigne, Nietzsche bis zu Michel Foucault und Fernando Savater führt. Philosophie leistet hier Orientierungshilfe zur Gestaltung eines sinnerfüllten Lebens. Philosophische Praxis tritt als individuelle Lebenshilfe an die Stelle von religiösen Moralen. Zeitgenössische Verfechter dieser therapeutischen Richtung sind unter anderem die Philosophen Lou Marinoff, Gerd B. Achenbach und Wilhelm Schmid.

## Kritik an der Atheologie
Kritik an der Atheologie übt unter anderem die Neuscholastik. Nach ihr gibt es im Rahmen der philosophischen bzw. natürlichen Theologie überzeugende Gründe für die Existenz Gottes. Außerdem verweist sie auf die wohlbegründete Lehre des Naturrechts, nach dem sich aus dem Wesen des Menschen eine überzeitliche bzw. überkulturelle Ethik ableiten lasse. Auch eine vorschnelle Gleichsetzung von Metaphysik mit Dogmen hält nach scholastischer Sicht einer Prüfung nicht stand. Metaphysik ist demnach eine streng wissenschaftlich durchgeführte Fundamentalphilosophie. Dogmen dagegen sind auf Glauben bzw. Offenbarung beruhende Lehrsätze.